# Batobius humilis
Batobius humilis là một loài bọ cánh cứng trong họ Mycteridae. Loài này được Fairmaire & Germain miêu tả khoa học năm 1863.